# 申红兴
申红兴（1972年4月—），陕西省凤翔县人。女，汉族。中华人民共和国政府官员。
1995年参加工作，任青海石油管理局教育培训中心教师。1996年，任青海石油管理局教育培训中心团委副书记。1998年加入中国共产党。1999年，任青海石油管理局团委副书记。2001年，任青海石油管理局团委书记。2002年，任共青团青海省委副书记(其间：2003年9月至2006年7月，在中共中央党校在职研究生班经济管理专业学习)。2006年，任中共海东地区地委委员、宣传部长。2009年，任共青团青海省委副书记(主持工作)。2010年，任共青团青海省委书记、党组书记(2008年3月至2010年7月，在青海师范大学法商学院思想政治教育学院学习)。2010年，任共青团青海省委书记。2015年1月，任青海省文化和新闻出版厅党组书记、厅长、青海省版权局局长。2016年7月，任中共青海省委宣传部副部长。2017年5月，任青海省广播电影电视局局长。2018年12月，任青海省广播电视局局长。
2022年3月，任青海省教育厅厅长。